# Wippa
Wippa je naselje v Občini Albeck v Okraju Trg na Koroškem v Avstriji.